# Tây Sơn Hiệp Khách
Tây Sơn Hiệp Khách là một bộ phim kiếm hiệp 35mm Việt Nam năm 1991 của đạo diễn Lê Hoàng Hoa với nghệ danh Khôi Nguyên, chuyển thể từ tiểu thuyết võ thuật Ngọc Trản Thần Công (玉盞神功) năm 1990 của Lê Hoàng Khải.

## Nội dung
- Tập 1: Tây Sơn Hiệp khách
- Tập 2: Ngọc Trản Thần Công

## Sản xuất
Phim được quay tại Bình Định năm 1991.
Trong phim vận dụng khá nhiều yếu tố của võ Bình Định, tiêu biểu là bài quyền Ngọc trản ngân đài
- Kịch bản: Lê Hoàng Khái
- Kịch bản phân cảnh: Lê Hoàng Hoa
- Âm nhạc: Diệp Minh Tuyền
- Họa sĩ: Phạm Nguyên Cẩn
- Quay phim: Nguyễn Hòe
- Chủ nhiệm: Mai Tân Long
- Trang phục: Tiệm may Cố Đô

## Diễn viên
Tập 1
- Lý Hùng
- Diễm Hương
- Mộng Vân
- Hương Giang
- Ngọc Hiệp
- Lê Cung Bắc
- Trần Minh Dậu
- Phạm Đức Long
- Trần Công Tuấn
- Trần Thanh Trúc
- Ngọc Đặng
- Hoàng Phúc
- Thanh Mai
- Trần Quang Hiếu
- Tư Lê
- Đại Đức Giác Huệ Viên
- Hoàng Triều
- Nguyễn Lượng
- Trần Công Thiện
- Bình Minh
- Lâm Thế Thành
- Huyền Linh
- Nhật Minh
- Văn Thành
- Thu Hương
- Thanh Thủy
- Trần Lộc
- Hoàng Ngân
- Mã Trung
- Văn Ngà
- Văn Mến
- Thành Lũy
- Anh Triều
- Lê Công Thế
- Thu Vân
- Sĩ Hùng
- Thanh Hùng
- Văn Thành
- Khôn Hải
- Thanh Tài
- Bá Lộc
- Thanh Linh
- Công Thành
- Lê Tuấn

Tập 2
- Lê Tuấn Anh
- Việt Trinh
- Mỹ Duyên
- Lý Minh
- Lê Ngân
- Trọng Hải
- Thạch Ngà
- Thạch Hùng
- Hắc Hổ
- Quang Hiếu
- Trần Long
- Mạc Can
- Lê Hải
- Nguyễn Khôi
- Tiến Dũng
- Lê Đạt
- Trung Nam
- Bảo Hạnh
- Thụy Giao
- Hải Diễm
- Văn Bình
- Ngọc Ái
- Đình Lan
- Thành Tài
- Công Duẩn
- Thái Hoàng
- Thanh Long
- Hữu Thuận
- Minh Thiên
- Xuân Bình
- Quang Thái
- Lê Cương
- Lê Dũng